# Фрумин, Борис Моисеевич
Борис Моисеевич Фрумин (род. 24 октября 1947, Рига) — советский, российский кинорежиссёр, сценарист, продюсер и педагог.

## Биография
Окончил режиссёрский факультет ВГИКа (1972, мастерская Сергея Герасимова).
Работал на «Ленфильме» и Рижской киностудии.
В 1978 году эмигрировал в США.
Преподавал кинорежиссуру в Нью-Йоркском университете и в Нью-Йоркском технологическом институте.
В 2008 году преподавал в Балтийской киношколе в Таллине.

## Награды и звания
- Приз кинофестиваля в Мангейме (1992)
- Приз кинофестиваля в Римини (1992)
- Призы кинофестиваля «Окно в Европу» (Выборг, 1993, 2006)
- Профессор Нью-Йоркского университета

## Фильмография
- 1975 — Дневник директора школы[1] — режиссёр
- 1976 — Семейная мелодрама — режиссёр
- 1978 — Ошибки юности[англ.] — режиссёр, сценарист
- 1991 — Чёрное и белое — режиссёр, сценарист, продюсер
- 1993 — Вива, Кастро! — режиссёр, сценарист
- 2006 — Нелегал[2] — режиссёр, сценарист
- 2007 — Преступление и погода — режиссёр, сценарист
- 2011 — Дни улиц — сценарист
- 2013 — Слепые свидания — сценарист
- 2016 — Ох, Люси — сценарист
- 2017 — Заложники — продюсер
- 2017 — Гогита. Новая жизнь — продюсер
- 2019 — Гив Ме Либерти — продюсер
- 2019 — Души в снежном вихре — сценарист
- 2019 — Простой карандаш — продюсер
- 2020 — На дальних рубежах — сосценарист